# نها سینگ

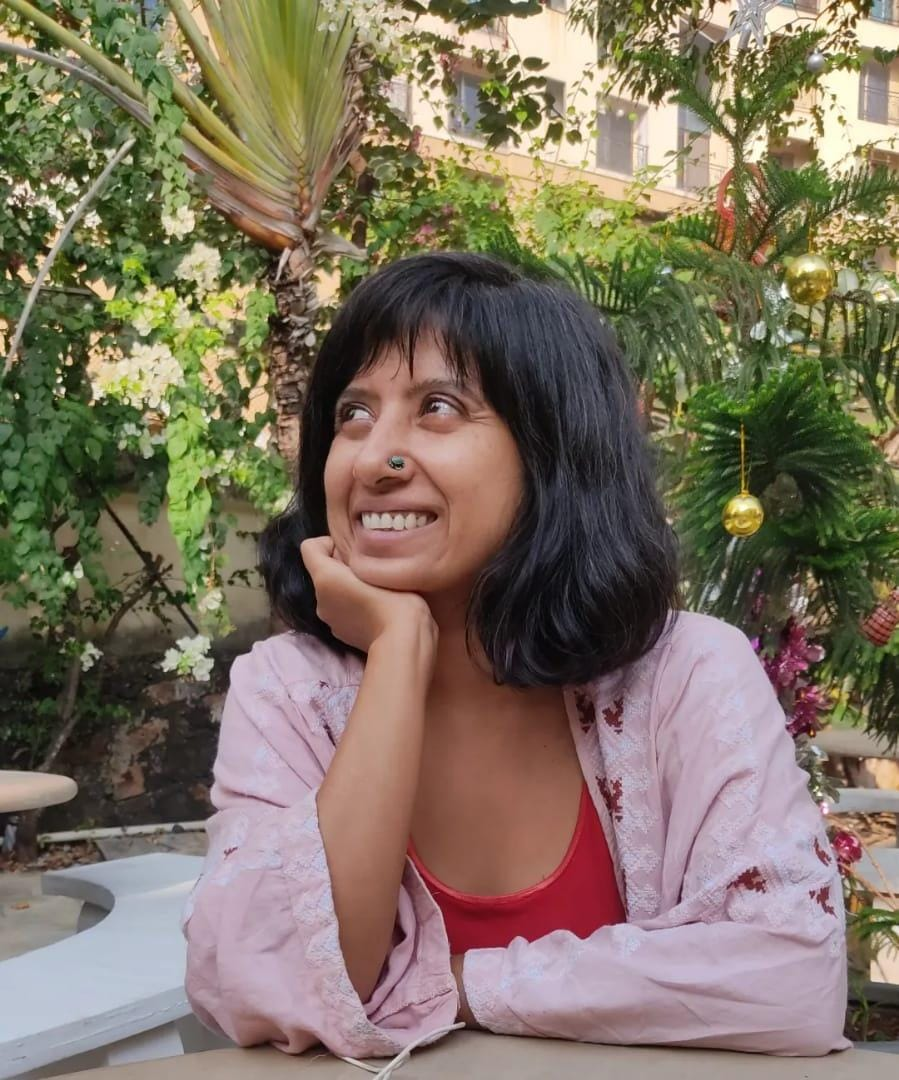
نگارهٔ نها سینگ، فعال اجتماعی اهل هند - ۲۰۲۲

نها سینگ (زاده ۱۹۸۱ یا ۱۹۸۲) زنی هندی و برگزارکنندهٔ کمپینی است که زنان را تشویق می‌کند بر اثرات مخرب آزار و اذیت فائق آمده و به اصلاح جامعه بپردازند.
نام او در لیست سالانه۱۰۰ زن بی‌بی‌سی که در سال ۲۰۱۶ تأثیر مثبتی در جهان داشته‌اند آمده است.
این کمپین، زنان را تشویق می‌کند موارد خشونت جنسی و تجاوزهای صورت‌گرفته توسط مردان صاحب قدرت را هم گزارش کنند.